# Terrasite
Terrasite är den amerikanska deathgrind-gruppen Cattle Decapitations åttonde studioalbum, utgivet den 12 maj 2023 på etiketten Metal Blade Records. Albumet har utgivits på LP och CD. LP:n finns i en rad olika färger: violett, rosa, transparent med guldstänk, transparent med grönt och lila stänk, svart rök, transparent med hudfärg, vit med lila stänk, transparent med orange schatteringar och brandgul.

## Låtlista
1. Terrasitic Adaptation – 5:02
2. We Eat Our Young – 3:56
3. Scourge of the Offspring – 4:29
4. The Insignificants – 4:43
5. The Storm Upstairs – 5:28
6. ...and the World Will Go On Without You – 4:14
7. A Photic Doom – 4:27
8. Dead End Residents – 5:09
9. Solastalgia – 4:57
10. Just Another Body – 10:16

## Medverkande
- Travis Ryan – sång
- Josh Elmore – sologitarr
- Belisario Dimuzio – kompgitarr
- Olivier Pinard – basgitarr
- Dave McGraw – trummor